# Urlucea, Argeș
Urlucea este un sat în comuna Călinești din județul Argeș, Muntenia, România.